# جامعة العلوم الصحية والصيدلة في سانت لويس
جامعة العلوم الصحية والصيدلة في سانت لويس هي جامعة خاصّة تركّز على العلوم الصّحية وتقع في سانت لويس بولاية ميسوري. تأسّست عام 1864 باسم كليّة سانت لويس للصيدلة. تضمّ الجامعة كليّة سانت لويس للصيدلة، ثالث أقدم وعاشر أكبر كليّة للصيدلة في الولايات المتّحدة، كلية الآداب والعلوم، كليّة الصّحة السّكانية العالمية، كليّة الدّراسات العليا. الجامعة معتمدة من قبل لجنة التّعليم العالي.

## المنشورات
- السيناريو (مجلة الخريجين - تصدر مرتين سنويا)
- فارماكون (جريدة طلابية – تصدر ربع سنوية)
- Conjurings (الكتابة الإبداعية للطلاب / مجلة أدبية - تصدر سنويًا)
- بريسكربتو (الكتاب السنوي - يُنشر سنويًا)

## ألعاب القوى
تسمّى الفرق الرّياضية UHSP بـ ايوتيكتيكس. الجامعة عضو في الرّابطة الوطنية لألعاب القوى بين الكليات (NAIA)، وتتنافس بشكل أساسي في مؤتمر الغرب الأوسط الأمريكي (AMC) لمعظم رياضاتها منذ العام الدراسي 2014-2015؛ بينما يتنافس فريق الكرة الطّائرة للرّجال في مؤتمر قلب أمريكا الرّياضي (HAAC). تنافس فريق ايوتيكتيكس سابقًا في مؤتمر كنتاكي الرّياضي بين الكليات (KIAC؛ المعروف الآن باسم مؤتمر ولايات النّهر (RSC) منذ العام الدّراسي 2016) من 2003–04 إلى 2013–14.
تتنافس UHSP في 28 رياضة جامعية: تشمل الرّياضات الرّجالية البيسبول وكرة السّلة والبولينج وعبر الضّاحية والجولف والّلاكروس والرجبي وكرة القدم والتّنس والمضمار والميدان (داخلي وخارجي) والكرة الطّائرة والمصارعة. بينما تشمل الرّياضات النّسائية كرة السّلة والبولينج وعبر الضّاحية والجولف واللاكروس وكرة القدم والكرة اللينة والتّنس وألعاب المضمار والميدان (داخلي وخارجي) والكرة الطّائرة والمصارعة؛ وتشمل الرّياضات المختلطة التّشجيع التّنافسي والرّقص التّنافسي والرّياضات الإلكترونية.

### الإنجازات
صنعت بطولة اختراق الضّاحية للسّيدات تاريخ الجامعة في خريف عام 2009 عندما كانوا أول فريق كامل يصل إلى المنافسة الوطنيّة. كان المواطنون في ولاية واشنطن. لقد فازوا أيضًا بلقاء المؤتمر الّذي أرسلهم إلى المواطنين.
في مارس 2010، أصبح ديفيد بيكر أوّل من يحصل على مكان في المسار الدّاخلي لوقته 4:13.50 في الميل الدّاخلي. كرّر هذا العمل الفذ مرة أخرى في بطولة NAIA الدّاخلية للمضمار والميدان لعام 2012 بزمن قدره 4:08.30. بيكر هو الوحيد الذي حصل على مرتبة الشرف من "أول أميريكا" ويتم عرض الاعتراف بإنجازاته على لافتة في صالة الألعاب الرّياضية بالمدرسة "ذا بيل بوكس".
تمّ هدم أرضيّة منزل ذا بيل بوكسايوتيكتيكس، خلال فصل ربيع 2014. تقع صالة الألعاب الرّياضية الجديدة الآن في مركز الترفيه والطّلاب الجديد.
في شهر أكتوبر عام 2020، أصبح أرمين جريجوريان من فريق ايوتيكتيكس لكرة القدم أول لاعب في برنامج AMC لهذا الأسبوع.
في أبريل عام 2021، حطّم جاكوب سكوروبا من فريق ايوتيكتيكس لكرة القدم الرّقم القياسي لمؤتمر AMC من خلال أنه أصبح متوسّط الأهداف الرّائدة في المؤتمر على الإطلاق لكل لعبة.

### تعويذة
تم تسمية ايوتيكتيكس، المعروف أيضًا باسم مورتمارمر "مورتي" ماكبيستل، من قبل الخرّيج الموقّر الدّكتور جون ميلر من دفعة عام 2012. تمّ تصويره وهو يرتدي معطف المختبر الأبيض الخاص به، مع تعبير شرس جاهز للمنافسة. 
"يصف " ايوتيكتيك ؛ أي سهل الانصهار" العمليّة العلمية المتمثلة في دمج مادتين صلبتين لتكوين سائل. إنّها الاستعارة المثالية للبرنامج الرّياضي المشترك بين الكليات في الجامعة، والّذي يجمع بين ألعاب القوى والبرنامج الأكاديمي المتطلّب." تمّ التّعرف على ايوتيكتيك ذات مرة على أنّها التّميمة الأكثر باطنية في البلاد من قبل ESPN. 

## الاخويات
تعترف جامعة العلوم الصّحية والصّيدلة في سانت لويس بست أخويّات مهنيّة وأخوية عامة واحدة:
تتمّ جميع أنشطة الأعضاء الجدد والسّريعين خلال فصل الخريف وهي مفتوحة فقط لطلاب السّنة الثّانية وما فوق الّذين أكملوا فصلًا دراسيًّا كاملاً، ولديهم معدّل تراكمي 2.70، ولم يكونوا تحت المراقبة الأكاديمية في الفصل الدّراسي السّابق.

## روابط خارجية
- الموقع الرسمي
- الموقع الرسمي لألعاب القوى